# 韃靼斯克
55°13′N 75°58′E / 55.217°N 75.967°E
韃靼斯克（俄语：Тата́рск）是俄羅斯新西伯利亞州的一座城市，位於州的西部。2002年人口26,051人。
1911年由兩個鎮合併而成。1925年建市。西伯利亞鐵路經過。